# طرحی مسئولانه برای پایان دادن به جنگ در عراق
طرحی مسئولانه برای پایان دادن به جنگ در عراق، طرحی ۳۶صفحه ای است که توسط گروهی از نامزدهای دموکرات کنگره ایالات متحده، افسران نظامی بازنشسته و متخصصان امنیت ملی تهیه شده‌است که اقدامات سیاستی (شامل لوایحی که قبل از کنگره ایالات متحده ارائه شده بود، ارائه شده‌است) که نامزدها متعهد شدند در انتخابات۲۰۰۸ از آن حمایت کنند.
پیشنهادها اعلام شده این طرح در رابطه با عراق عبارت بودند از: کاهش دخالت نظامی ایالات متحده در عراق، توسعه توانمندی دائمی ملت سازی در وزارت امور خارجه، تزریق گسترده کمک‌های خارجی به عراق،انتقال مسئولیت به جامعه بین‌المللی از طریق گفتگو، رسیدگی به مسائل پناهندگان، ایجاد یک کمیسیون مستقل جنایات جنگی، و تأمین بودجه آموزش برای بهبود وضعیت زنان.
با توجه به سیاست داخلی آمریکا، این پیشنهادها عبارت بودند از ممنوعیت امضای بیانیه‌های رئیس‌جمهور، نیاز به رفتار مطابق با کنوانسیون ژنو و حقوق قرار احضار زندانی برای همه زندانیان، اجازه دادن به اهداف بالقوه نظارت برای شکایت پیشگیرانه از دولت برای امداد دستوری، منع استرداد، افزایش مزایا برای جانبازان، کاهش قراردادهای دفاعی و رسیدگی به مسائل انرژی.

## زمینه
در ۲۰ مارس ۲۰۰۳،ایالات متحده به رهبری یک ائتلاف چند ملیتی که شامل نیروهای بریتانیایی و همچنین گروه‌های کوچک‌تری از استرالیا، دانمارک، لهستان و سایر کشورها بود، به عراق حمله کرد.
از آغاز جنگ، بحث‌های زیادی در مورد چگونگی پایان جنگ وجود داشت. این طرح تعدادی از حقایق و رویدادها را به عنوان اساس وجود خود ذکر کرد، از جمله موارد زیر:
- در نوامبر ۲۰۰۶، رأی دهندگان اکثریت جدید حزب دموکرات را در سنا و مجلس نمایندگان در کنگره ۱۱۰ انتخاب کردند، عمدتاً با این انتظار که برای کاهش یا پایان دادن به دخالت نظامی آمریکا در عراق تلاش کنند.[۳]
- در دسامبر ۲۰۰۶،گروه مطالعات عراق (ISG)، یک هیئت ده نفره دو حزبی که در ۱۵ مارس ۲۰۰۶ توسط کنگره منصوب شد، گزارش نهایی خود را منتشر کرد. همچنین به عنوان کمیسیون بیکر-همیلتون شناخته می‌شود، گروه مطالعات عراق مسئول ارزیابی وضعیت عراق و جنگ عراق به رهبری ایالات متحده و ارائه توصیه‌های سیاسی بود. در حالی که رئیس‌جمهور جورج دبلیو بوش تلاش‌های گروه مطالعات عراق را ستود، بسیاری از توصیه‌های آن را رد کرد.[۴]
- در مارس ۲۰۰۷، ژنرال دیوید پترائوس، فرمانده ژنرال نیروهای چندملیتی در عراق، ادعا کرد که «راه حل نظامی» در عراق وجود ندارد و مذاکرات سیاسی برای ایجاد صلح پایدار بسیار مهم است.[۵]
- تا مارس ۲۰۰۸، تعداد پرسنل نظامی آمریکایی کشته شده در عراق به ۴۰۰۰ نفر رسید،[۶] با هزاران زخمی دیگر، و تخمین زده می‌شود که صدها هزار عراقی تلفات داشته باشند.[۷]
- همچنین تا مارس ۲۰۰۸، هزینه مالی جنگ عراق برای ایالات متحده از مرز نیم تریلیون دلار فراتر رفت.[۸]

## جوانه زنی
در ۲۷ اوت ۲۰۰۷، پرزیدنت بوش در حمایت از نماینده جمهوریخواه، دیو ریچرت، نماینده جمهوری‌خواه حوزه انتخابیه هشتم واشینگتن  واشینگتن، از بلوو، واشینگتن بازدید کرد. در پاسخ، رقیب اصلی رایچرت، نامزد دموکرات، دارسی برنر، یک جلسه «تالار مجازی» برای بحث در مورد وضعیت عراق ترتیب داد. جلسه تالار شهر به صورت آنلاین پخش شد و شامل توصیفات سفیر جو ویلسون و سرلشکر بازنشسته پل ایتون، ژنرال سابق انتقال امنیت در عراق، و شرکت جان سولتز، رئیس VoteVets.org و کاپیتان بازنشسته نیروی دریایی لری سیکویست، بود. بین دیگران. دارسی برنر در بیانیه ای پس از این رویداد نوشت:
صبح روز دوشنبه قبل از تالار شهر، از سرلشکر بازنشسته پل ایتون، که مسئول بازسازی ارتش و نیروهای امنیتی عراق از سال ۲۰۰۳ تا ۲۰۰۴ بود، پرسیدم که آیا او ریاست گروهی را برای ایجاد یک طرح خروج مسئولانه برای عراق برعهده دارد؟ و او موافقت کرد. اجازه دهید تکرار کنم: ما برنامه ای برای پایان دادن به جنگ و بازگرداندن نیروهای خود به خانه ایجاد خواهیم کرد. خیلی وقته گذشته

## رونمایی
در ۱۷ مارس ۲۰۰۸ در کنفرانس «آمریکا را پس بگیرید» در واشینگتن دی سی، دارسی برنر (WA-08) با پنج نامزد دیگر کنگره، دونا ادواردز (MD-04)، چلی پینگری (ME-01)، تام همراه شدند. پریلو (VA-05)، سام بنت (PA-15) و جرد پولیس (CO-02) برای رونمایی از برنامه ای مسئولانه برای پایان دادن به جنگ در عراق، یک سند ۳۶ صفحه ای که نقطه اوج این جنگ بود. تلاش شش‌ماهه

## تأیید کنندگان
علاوه بر شش نامزد در مراسم رونمایی مارس ۲۰۰۸ و ایتون، این طرح همچنین در ابتدا توسط نامزدهای اریک ماسا (NY-29)، جورج فیرینگ (WA-04)، لری برنز (FL-14) تأیید شد. استیو هریسون (NY-13)، و همچنین دکتر لارنس کورب، دستیار سابق وزیر دفاع در دولت ریگان، سروان. لری سیکوئیست، فرمانده سابق یواس‌اس آیووا و معاون سابق دستیار وزیر دفاع برای برنامه‌ریزی سیاست، و سرتیپ جان جانز، متخصص در ضد شورش و ملت سازی. دو روز پس از رونمایی اولیه، رند بیرز، کارشناس مبارزه با تروریسم که در شورای امنیت ملی در دوره ریاست جمهوری رونالد ریگان، جورج اچ دبلیو بوش و بیل کلینتون خدمت می‌کرد، تأیید خود را اضافه کرد. در عرض یک هفته، این طرح مورد تأیید ۲۴ رقیب دموکرات دیگر قرار گرفت و تا ژوئیه ۲۰۰۸ دارای ۵۸ تأیید نامزد مجلس نمایندگان و سنا و بیش از ۵۰۰۰۰ تأیید کننده فردی بود.

## فهرست

### طرح کلی
دو سؤال استراتژیک اصلی که طرح بدنبال پاسخ به آنها بود عبارت بودند از:
- چگونه می‌توان مشارکت نظامی آمریکا در عراق را به پایان مسئولانه رساند؟
- چگونه از تکرار اشتباهات انجام شده جلوگیری کنیم؟

در این طرح تلاش شد تا یک استراتژی ترکیبی نظامی، دیپلماتیک و اقتصادی برای پایان دادن به جنگ در عراق ارائه شود. آن بتوصیه‌های مختلف گروه مطالعات عراق اشاره کرد وتعدادی ازلایحه‌های موجود، اما متوقف‌شده درکنگره را فهرست کرد که به حوزه‌های متعددی توجه داشتند.

### اهداف
این طرح حوزه‌های تمرکز را بچند دسته تقسیم می‌کند:
- پایان دادن به عملیات نظامی آمریکا درعراق
(بر اساس توصیه‌های گروه مطالعات عراق۲۲٬۴۰٬۴۱ و ۴۲)
- افزایش استفاده از قدرت دیپلماتیک ایالات متحده و تمرکز مجدد اقدامات ضد تروریسم.
(بر اساس توصیه‌های گروه مطالعات عراق ۱ و ۲)
- پرداختن به بازسازی اقتصادی عراق و نگرانی‌های بشردوستانه منطقه ای.
- بازگرداندن شفافیت و پاسخگویی دولت و حقوق اساسی.
- بازگرداندن ارتش ایالات متحده و حمایت از کهنه سربازان.
- بازگرداندن استقلال به رسانه‌ها
- ایجاد یک سیاست انرژی جدید با محوریت ایالات متحده.
(طبق توصیه گروه مطالعات عراق ۲۳)

### توصیه‌های گروه مطالعاتی عراق
در حمایت از اهداف اعلام شده، این طرح به هفت توصیه از گزارش نهایی گروه مطالعاتی عراق اشاره می‌کرد.
توصیه ۱: ایالات متحده، با همکاری دولت عراق، باید حمله جدید دیپلماتیک جدید را برای مقابله با مشکلات عراق و منطقه آغاز کند.
توصیه ۲: اهداف تهاجم دیپلماتیک در رابطه با بازیگران منطقه ای باید این باشد:
از وحدت و تمامیت ارضی عراق حمایت کنید.
مداخلات و اقدامات بی‌ثبات کننده همسایگان عراق را متوقف کنید.
امنیت مرزهای عراق، از جمله استفاده از گشت‌های مشترک با کشورهای همسایه.
از گسترش بی‌ثباتی و درگیری در خارج از مرزهای عراق جلوگیری کنید.
کمک‌های اقتصادی، بازرگانی، بازرگانی، حمایت‌های سیاسی و در صورت امکان، کمک‌های نظامی از سوی کشورهای مسلمان غیر همسایه برای دولت عراق.
انرژی دادن به کشورها برای حمایت از آشتی سیاسی ملی در عراق.
مشروعیت عراق را با از سرگیری روابط دیپلماتیک، در صورت لزوم، و ایجاد مجدد سفارتخانه‌ها در بغداد تأیید کنید.
به عراق در ایجاد سفارتخانه‌های فعال در پایتخت‌های کلیدی منطقه (به عنوان مثال، در ریاض، عربستان سعودی) کمک کنید.
به عراق کمک کنید تا به توافقی قابل قبول دوجانبه در مورد کرکوک برسد.
کمک به دولت عراق در دستیابی به برخی نقاط عطف امنیتی، سیاسی و اقتصادی، از جمله عملکرد بهتر در موضوعاتی مانند آشتی ملی، توزیع عادلانه درآمدهای نفتی، و از بین بردن شبه نظامیان.
توصیه ۲۲: رئیس‌جمهور باید بیان کند که ایالات متحده به دنبال پایگاه‌های نظامی دائمی در عراق نیست. اگر دولت عراق درخواست یک پایگاه یا پایگاه‌های موقت کند، دولت ایالات متحده می‌تواند این درخواست را مانند هر دولت دیگری در نظر بگیرد.
توصیه ۲۳: رئیس‌جمهور باید مجدداً اعلام کند که ایالات متحده به دنبال کنترل نفت عراق نیست.
توصیه ۴۰: ایالات متحده نباید متعهد شود که تعداد زیادی از نیروهای آمریکایی در عراق مستقر شوند.
توصیه ۴۱: ایالات متحده باید به دولت عراق روشن کند که ایالات متحده می‌تواند برنامه‌های خود از جمله استقرار مجدد برنامه‌ریزی شده را انجام دهد، حتی اگر عراق تغییرات برنامه‌ریزی شده خود را اجرا نکند. دیگر نیازهای امنیتی آمریکا و آینده ارتش ما را نمی‌توان گروگان اقدامات یا انفعالات دولت عراق کرد.

توصیه ۴۲: همان‌طور که ژنرال جورج کیسی در ۲۴ اکتبر ۲۰۰۶ بیان کرد، باید به دنبال تکمیل مأموریت آموزشی و تجهیز تا سه‌ماهه اول سال ۲۰۰۸ باشیم.

### قانون گذاری
این طرح پانزده لایحه را که در کنگره ۱۱۰ در مجلس نمایندگان یا سنا ارائه شده بود، طبقه‌بندی می‌کرد که به اهداف مختلف این طرح می‌پرداخت. تا فوریه ۲۰۰۹، بیشتر آنها به کمیته‌های فرعی ارجاع شده بودند، تنها سه مورد در مجلس رای‌گیری شده بودند، و هیچ‌کدام هنوز به قانون تبدیل نشده بودند.
| مقوله هدف                           | لایحه / عنوان لایحه                                                                           | وضعیت فعلی | تاریخ معرفی     | House Vote                         | Senate Vote | Date Enacted Into Law |
| ----------------------------------- | --------------------------------------------------------------------------------------------- | --- | --------------- | ---------------------------------- | ----------- | --------------------- |
| دیپلماسی / اصلاحات وزارت امور خارجه | H.R.3797 قانون تهاجم جدید دیپلماتیک برای عراق                                                 | در ۱۰ اکتبر ۲۰۰۷ به کمیسیون امور خارجی مجلس نمایندگان ارجاع شد | ۱۰ اکتبر ۲۰۰۷   | --                                 | --          | --                    |
| حقوق بشر / پناهندگان عراقی          | H.R.2265 مسئولیت در قبال پناهندگان عراقی قانون ۲۰۰۷                                           | ارجاع شده به کمیته فرعی مهاجرت، شهروندی، پناهندگان، امنیت مرزی و حقوق بین‌الملل در ۲۵ ژوئن ۲۰۰۷ | ۱۰ مه ۲۰۰۷      | --                                 | --          | --                    |
| حقوق بشر / پناهندگان عراقی          | H.R.3674 قانون کمک‌های بشردوستانه، اسکان مجدد و امنیت پناهندگان و آوارگان داخلی عراق مصوب ۲۰۰۷ | ارجاع شده به کمیته فرعی مهاجرت، شهروندی، پناهندگان، امنیت مرزی و حقوق بین‌الملل در ۲ نوامبر ۲۰۰۷ | ۲۶ سپتامبر ۲۰۰۷ | --                                 | --          | --                    |
| Restoring The Constitution          | H.R.3045 قانون بیانیه‌های امضای ریاست جمهوری سال ۲۰۰۷                                          | ارجاع شده به کمیته فرعی قانون اساسی، حقوق شهروندی و آزادی‌های مدنی در ۱۰ اوت ۲۰۰۷ | ۱۶ ژوئیه ۲۰۰۷   | --                                 | --          | --                    |
| Restoring The Constitution          | H.R.1416 قانون بازسازی هابیاس کورپوس ۲۰۰۷                                                     | ارجاع شده به کمیته فرعی قانون اساسی، حقوق شهروندی و آزادی‌های مدنی در ۱۹ مارس ۲۰۰۷ | ۸ مارس ۲۰۰۷     | --                                 | --          | --                    |
| Restoring The Constitution          | S.139 قانون بررسی تسریع شده نظارت خارجی                                                       | در ۴ ژانویه ۲۰۰۷ به کمیته قضایی ارجاع شد | ۴ ژانویه ۲۰۰۷   | --                                 | --          | --                    |
| Military Integrity                  | H.R.4102 قانون امنیت برون سپاری را متوقف کنید                                                 | ارجاع به کمیته امور خارجه و علاوه بر کمیته‌های نیروهای مسلح و اطلاعات (انتخاب دائمی) برای مدتی که متعاقباً توسط رئیس مجلس تعیین می‌شود، در هر مورد برای رسیدگی به مقرراتی که در صلاحیت‌های مربوطه است. کمیته مربوطه، در ۷ نوامبر ۲۰۰۷ | ۷ نوامبر ۲۰۰۷   | --                                 | --          | --                    |
| Military Integrity                  | H.R.400 قانون پیشگیری از سودجویی جنگ در سال ۲۰۰۷                                              | در تقویم قانونی سنا تحت دستورهای عمومی قرار گرفته‌است. تقویم شماره ۴۲۳ در ۱۷ اکتبر ۲۰۰۷ | ۱۱ ژانویه ۲۰۰۷  | مصوب ۹ اکتبر ۲۰۰۷ ۳۷۵–۳            | --          | --                    |
| Military Integrity                  | H.R.1352 قانون پیشگیری از برون سپاری شکنجه                                                    | در ۶ مارس ۲۰۰۷ به کمیسیون امور خارجی مجلس نمایندها ارجاع شد | ۶ مارس ۲۰۰۷     | --                                 | --          | --                    |
| Military Integrity                  | H.R.2740 قانون گسترش و اجرای مجا ۲۰۰۷                                                         | در تقویم قانونی سنا تحت دستورهای عمومی قرار گرفته‌است. تقویم شماره ۴۱۳ در ۵ اکتبر ۲۰۰۷ | ۱۵ ژوئن ۲۰۰۷    | مصوب۴ اکتب ۲۰۰۷ ۳۸۹–۳۰             | --          | --                    |
| Veterans                            | H.R.2247 قانون لایحه مادام العمر مونتگومری GI در سال ۲۰۰۷                                     | ارجاع شده به کمیته فرعی پرسنل نظامی در ۲۸ ژوئن ۲۰۰۷ | ۹ مه ۲۰۰۷       | --                                 | --          | --                    |
| Veterans                            | H.R.2874 قانون بهبود مراقبت‌های بهداشتی جانبازان سال ۲۰۰۷                                      | در تاریخ ۳ اوت ۲۰۰۷ توسط سنا به کمیته امور ایثارگران ارجاع شد | ۲۷ ژوئن ۲۰۰۷    | تصویب در ۳۰ ژوئیه ۲۰۰۷ در رأی صوتی | --          | --                    |
| Veterans                            | H.R.2702 قانون کمک آموزشی جانبازان پس از ۱۱ سپتامبر ۲۰۰۷                                      | ارجاع به کمیته فرعی فرصت‌های اقتصادی و کمیته فرعی کمک‌های معلولان و امور یادبود در ۲۰ ژوئن ۲۰۰۷ | ۱۳ ژوئن ۲۰۰۷    | --                                 | --          | --                    |
| Media                               | S.2332 قانون مالکیت رسانه مصوب ۲۰۰۷                                                           | کمیته بازرگانی، علم و حمل و نقل. گزارش شده توسط سناتور دانیل اینری با اصلاحات در ۱۵ سپتامبر ۲۰۰۸ | ۸ نوامبر ۲۰۰۷   | --                                 | --          | --                    |
| Energy                              | H.R.2809 قانون جدید انرژی آپولو ۲۰۰۷                                                          | ارجاع شده به کمیته فرعی حفاظت، اعتبار، انرژی و تحقیق‌ها در ۲۵ آوریل ۲۰۰۸ | ۲۱ ژوئن ۲۰۰۷    | --                                 | --          | --                    |

## دیدگاه‌ها در مورد طرح
این طرح پس از رونمایی مورد توجه مطبوعات کشور قرار گرفت. ایلان گلدنبرگ، مدیر سیاستگذاری در شبکه امنیت ملی، که در نشریه نیو ریپابلیک نوشت، آن را "مفکرانه"،"اولین قدم خوب" و "پیشرفت خوش آمدید" نامید. آریانا هافینگتون در هافینگتون پست از آن به عنوان «قراردادی برای بازگرداندن آمریکا» یاد کرد. این طرح همچنین در برنامه این هفته ABC با جورج استفانوپولوس ذکر شد. کاترینا واندن هوول، ناشر مجله ملت، این طرح را «مسئولانه» خواند و گفت «راه حل نظامی وجود ندارد». با این حال، کوکی رابرتز، مفسر سیاسی اظهار داشت که خروج از عراق، یکی از اهداف این طرح، «کاری غیرمسئولانه خواهد بود» و مدعی شد «آمریکایی‌ها ترجیح می‌دهند پیروز شوند». همچنین نشانه‌هایی وجود داشت که در داخل حزب دموکرات، این طرح تا حدی در بحث‌ها تأثیر، با طرحی که در سال ۲۰۰۸ در صحن مجلس استناد شد. طرح و تلاش‌های برنر در مصاحبه ای در ژوئن 2008.
در حالی که این طرح از سوی وبلاگ‌های لیبرال و سازمان‌های مردمی، مانند اوپن لفت و دیلی کس حمایت شد،[۲] مورد بررسی قرار گرفت و انتقادهای جمهوری‌خواهان در کنگره و دیگر مفسران محافظه‌کار را دریافت کرد. دیو ریچرت، نماینده کنگره از ناحیه ۸ واشینگتن، از طریق سخنگوی خود گفت که او معتقد است «رهبران نظامی در میدان – نه نامزدهای پست سیاسی – باید در مورد زمان و چگونگی پایان جنگ تصمیم بگیرند». سخنگوی رایچرت همچنین پیشنهاد کرد که «خروج نیروها و سپس فرستادن پول ایالات متحده به سیاهچاله غیرمسئولانه خواهد بود.»